# Sperwer (schip, 1648)
De Sperwer was een 17e-eeuws jacht van de Vereenigde Oostindische Compagnie.
Het jacht werd in 1648 gebouwd voor de Kamer van Amsterdam, en had een laadvermogen van 540 ton. 
Op 26 april 1648 vertrok het jacht vanuit Texel en arriveerde acht maanden later in Batavia. De Sperwer bleef in de wateren van Nederlands-Indië en maakte onder andere reizen tussen Batavia en Perzië. Op 18 juni 1653 vertrok het schip vanuit Batavia naar Formosa om Cornelis Caesar, de opvolger van de gouverneur van Formosa Nicolaas Verburg, naar Taijoan te brengen. Op 30 juli vertrok het schip vanuit Formosa naar Deshima. Op 16 augustus 1653 liep de Sperwer tijdens slecht weer aan de grond op het eiland Quelpaert (Jeju) bij Korea. Aanvankelijk overleefden 36 van de 64 opvarenden de ramp, maar later overleden nog 20 van hen.